# Loigné-sur-Mayenne
Loigné-sur-Mayenne är en kommun i departementet Mayenne i regionen Pays de la Loire i nordvästra Frankrike. Kommunen ligger i kantonen Château-Gontier-Ouest som tillhör arrondissementet Château-Gontier. År 2018 hade Loigné-sur-Mayenne 931 invånare.

## Befolkningsutveckling
Antalet invånare i kommunen Loigné-sur-Mayenne
| Referens: INSEE |